# Cuerpo de Guardia Fronteriza Egipcio
El Cuerpo de Guardia Fronteriza Egipcio es un cuerpo militarizado subordinado al Ejército egipcio. Tiene la tarea de proteger las fronteras terrestres y marítimas de Egipto. El cuerpo está a cargo de proteger el Canal de Suez y detener el movimiento de inmigrantes ilegales, el contrabando, la trata de personas y los narcóticos ilegales hacia y desde Egipto.

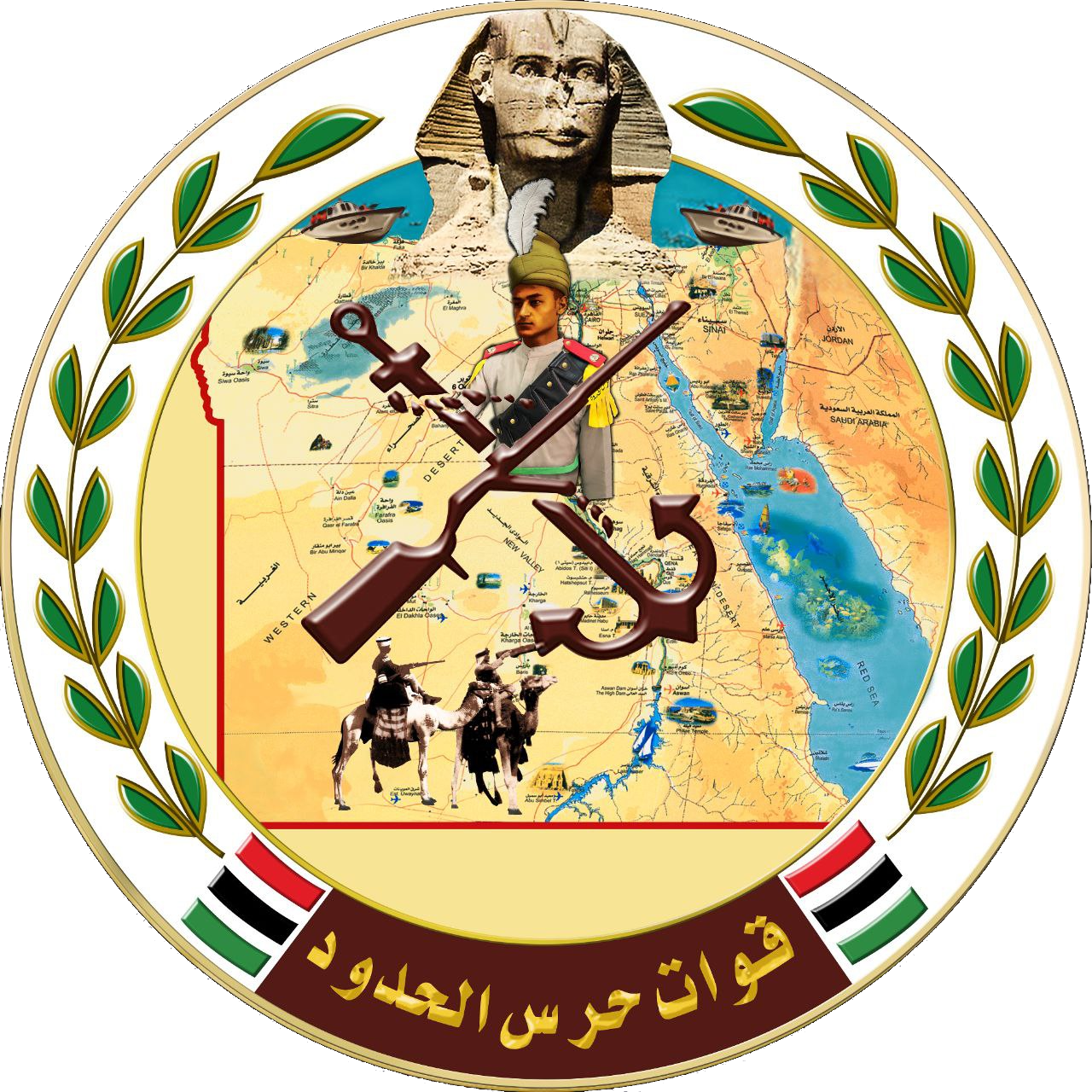
Logo del Cuerpo de Guardia Fronteriza Egipcio

Desde 2020, el cuerpo quedó bajo el control del Ministerio del Interior. Según el Balance Militar del Instituto Internacional de Estudios Estratégicos 2020, incluía a unos 25.000, en 18 regimientos fronterizos, con armas ligeras únicamente.
En total, la Guardia de Fronteras es responsable de proteger más de 6.000 kilómetros de fronteras terrestres y marítimas. Trabajan en cooperación con las Fuerzas Armadas de Egipto para contrarrestar la infiltración.
Los guardias fronterizos tienen una responsabilidad particular en la seguridad de los 13 kilómetros de frontera de la Franja de Gaza, donde miles de túneles han introducido narcóticos, armas y militantes al desierto del Sinaí.

## Historia
Fundado originalmente como Cuerpo Fronterizo en 1878, en 1917, bajo la administración del Sultán Hussein Kamel, se creó el Departamento de Gestión Fronteriza y Costera (un subdepartamento del Ministerio de Finanzas), y bajo su mando se fundó la Guardia Fronteriza.
En 1939, la Guardia Costera se separó del Ministerio de Guerra, lo que más tarde formó la base para la fundación de la moderna Armada de Egipto.
El 6 de julio de 1972 se creó el Mando de la Guardia de Fronteras de Egipto a partir de la fusión de los demás departamentos y pasó a formar parte del Ejército, sumándose a la Guardia Costera y la Guardia de Fronteras.
La Guardia Fronteriza Egipcia participó en la Segunda Guerra Mundial, incluso detuvo el sabotaje del ferrocarril Matrouh-Alejandría en la región de Fukah por parte de soldados alemanes y derribó un avión del Eje y detuvo a su piloto.
En la Guerra de los Seis Días, la Guardia Fronteriza Egipcia interceptó y capturó a hombres rana israelíes en el Puerto de Alejandría, además de apoyar la retirada de las tropas egipcias del Sinaí utilizando barcos pesqueros y participando en la Batalla de Ras Aleishi.

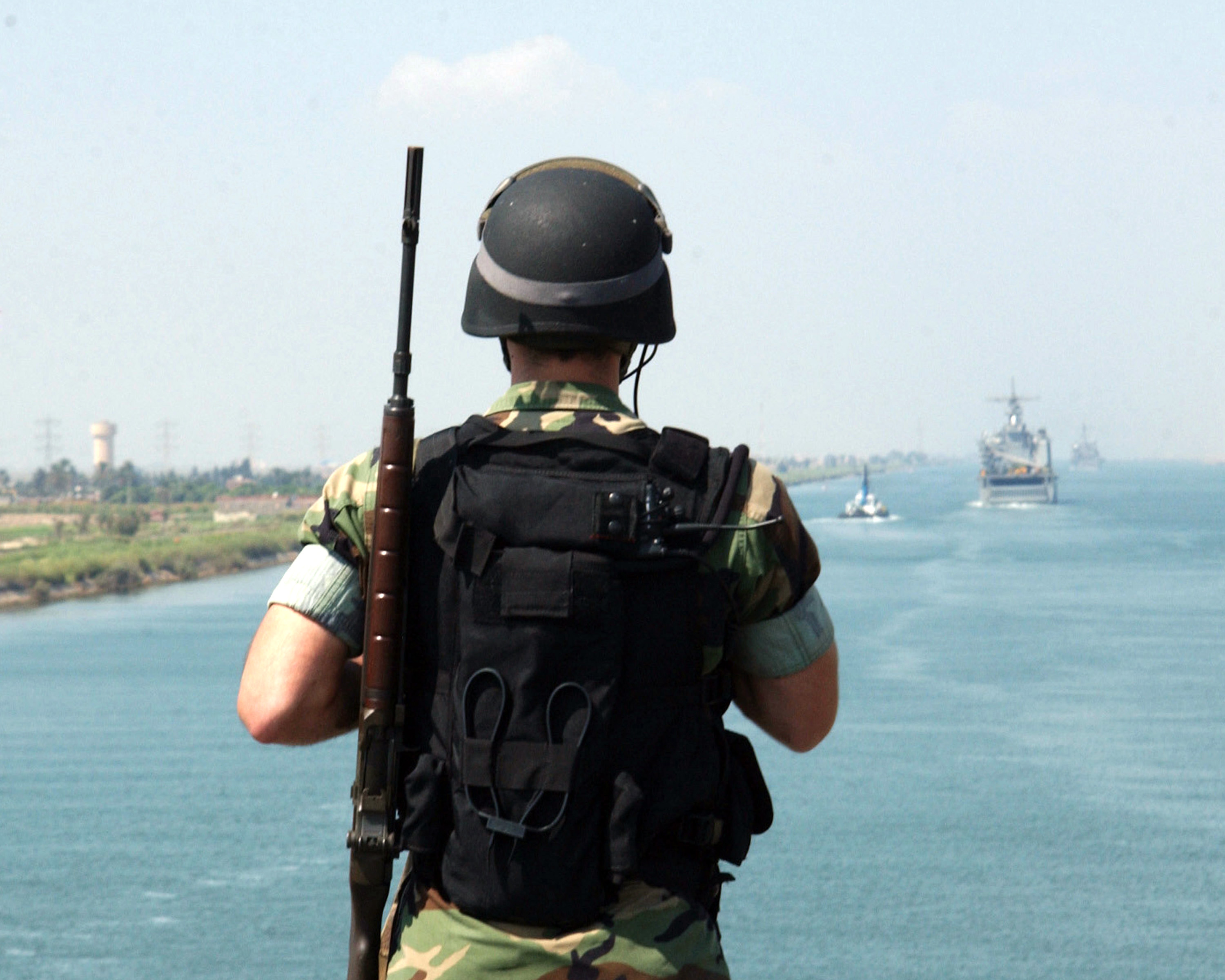
Un soldado de la guardia fronteriza custodiando la vía fluvial del Canal de Suez.

## Miembros anteriores notables
Veto Gate enumera a los siguientes como exmiembros de la Guardia Fronteriza:
- Presidente Mohamed Naguib
  - Comandante de la Brigada Fronteriza de 1942-1943
  - Director de la Real Fuerza Fronteriza de 1950 a 1952
- Presidente Mohamed Anwar El-Sadat
  - Oficial del Batallón Fronterizo de Señales de 1941-1942
- Ministro de Información Mohamed Abdel-Qader Hatem
  - Sirvió en la administración fronteriza de 1940 a 1945.
- Ministro de Defensa Mohamed Abdel-Ghani El-Gamasy
  - Oficial de inteligencia de la administración de fronteras de 1941 a 1945.
  - Subdirector de Inteligencia en la administración de fronteras de 1952 a 1954